# Magyar őstörténet
A magyarok őstörténete, a néppé válás folyamata, a magyar nép etnogenezise még nem teljesen tisztázott. Számos elmélet látott napvilágot a középkortól a 20. századig, mindegyiknek vannak támogatói és ellenezői.
A magyarok ősei a legelterjedtebb nézet szerint részben Ázsiából származó időszakos legelőváltó állattenyésztő törzsek voltak. Vándorlásaik során sok más néppel kapcsolatba kerültek. Ennek során kultúrájuk gazdagodott olyan elemekkel, amelyeket korábban nem ismertek, miközben maguk is átadták saját kultúrájukat. A kiterjedt kereskedelem ez időben valószínűleg egy közlekedőnyelvet alakított ki. A Volga és Káma folyók vidékén, a mai Baskíria területén a 13. században erre járó Julianus barát magyar nyelvű népet talált, és ezért a latin Magna Hungaria, vagyis „Nagy Magyarország” nevet adta az országnak.
A 2010-es éveknek az MTA által 2023-ban publikált kutatási eredményei alapján a magyarokhoz köthető legkorábbi ismert szállásterület, vagyis az „őshaza” nyelvészeti és régészeti érvek alapján egyaránt az Urálontúl és Délnyugat-Szibéria nyugati zónájában körvonalazható, a Tobol–Irtis–Isim folyók vidékén.

## Az őstörténet eredményei

### Az őstörténet kutatásának diszciplinái
A magyar őstörténet kutatásának első lépése az egykorú és közel egykorú források elemzése volt. A fellelhető írásos emlékek szűk körűek, hiteles forrásmű már igen régen került elő utoljára. A Magyar Tudományos Akadémia 1900-ban kiadott, „A magyar honfoglalás kútfői” című kiadványa gyakorlatilag ma is teljesnek tekinthető. Ezeket kiegészíthetik esetleg olyan források, amelyekről ma még nem tudjuk, hogy a magyarok elődeiről szólnak (más néven emlegetik őket, illetve olyan területeken és helyeken, ahol és amikor a főáramlati őstörténet szerint nem lehettek). A forráselemzés mellé a 19. századtól a régészet eredményei sorakoztak fel, amelyek a források értelmezését is segítik.
A történettudomány két nagy ága, és azok segédtudományai mellett szintén az értelmezést segítő tudományok az összehasonlító történeti nyelvészet és a genetika. Ezek azonban önmagukban nem alkalmasak egy nép történetének leírására. A forrásokkal és régészeti eredményekkel is egyre inkább alátámasztható uráli őshaza a magyar őstörténet elfogadott modellje, amely több tudományág eredményeire támaszkodik.

### Az uráli őshaza

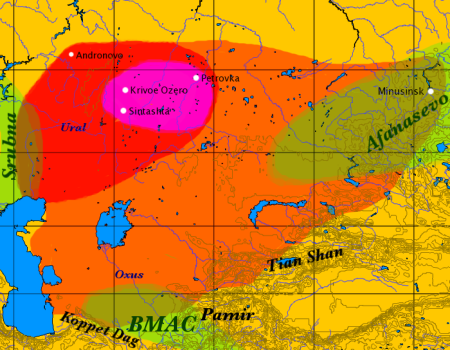
Az andronovói kultúra területe. A cserkaszkuli kultúra ennek a szélén, az Aral-tótól északra található.

Az elmúlt évtizedekben a volt Szovjetunió területén folyt régészeti kutatások nyomán kezd lehetővé válni egyes régészeti kultúrák nyomon követése és néprajzi csoportokkal való azonosítása. Ha feltételezzük, hogy a finnugor őshaza az i. e. 3. évezred elején Európa és Ázsia határán volt, akkor a következő kép vázolható fel, a nyelvészet eredményeit és az első írott forrásokat, például Hérodotoszt is figyelembe véve.
Az i. e. 26. század és az i. e. 22. század között lezajlott globális éghajlatváltozás miatt az urali őshaza területén a növényföldrajzi határok észak felé tolódtak, ezért az egyes urali csoportok vándorlásba kezdtek. A finn csoportok nyugat felé – továbbra is a lombos erdő lakóiként –, a szamojédek északkelet felé – és így továbbra is a tundra lakóiként – változtattak helyet. Az ugorok viszont helyben maradtak, de mivel lakóhelyükön a lombos erdőt felváltotta a ligetes sztyeppe, az ugorok életmódot váltottak.

### Az ugor őshaza
Az ugorok ezután kerültek kapcsolatba a tőlük délre, a mai Kazahsztán területén élő feltehetően iráni (szarmata), majd jóval később török etnikumú népekkel. Velük párhuzamosan tértek át az erdei halász-vadász életmódról a sztyeppei állattenyésztő, földművelő, kézműves életmódra. Az ugoroknak a többi finnugor csoporttal való kapcsolatuk ekkor megszakadt. Az ugorokat a manysik, hantik és magyarok alkotják, és mindhárom nép ugor kori önelnevezését a nyelvészek *mańć3 alakban rekonstruálták. Mai alakja ennek mansi, mos-mont ill. a magy- előtag. Egy feltevés szerint etimológiailag a mese szóval rokonítható, azaz tulajdonképpen beszélőt ill. beszélni tudó embert jelent a manysi ill. magyar. Az ugoroknak ez a többi finnugor csoporttól való eltérő (ld. számi, Suomi, szamojéd) önelnevezése az idegen nyelvi környezetbe kerüléssel magyarázható, ahol a szomszédok nem tudtak beszélni. Más feltevés szerint az ugorok kívülről vették fel ezt az önelnevezést, amikor az iráni szomszédokkal kapcsolatba kerültek, és az iráni manu (ld. angol man) szóból eredne, illetve a magukat Manu-tól származónak mondó irániak önelnevezésének átvétele lenne mitológiai elemekkel együtt. Hasonló példa egy bő évezreddel későbbről a türkök neve, ami iráni szaka eredetű.
Az ugorok ligetes sztyeppei környezete alkalmas volt az állattenyésztésre és a délebbi sztyeppénél nagyobb csapadék miatt a földművelésre is. Lakóhelyük – ahol a régészet szerint már a paleolitikum óta éltek vadlovak – része volt a ló háziasítása területének, összetett földművelő-állattenyésztő gazdálkodást folytattak, amelyben azonban az állattartás dominált. A nyelvészet, régészet és antropológia eredményei alapján kijelenthető, hogy a cserkaszkuli kultúra – az andronovói kultúra egyik változata – az ugorsággal azonosítható. Az andronovói szélesarcú protoeuropid típus – ami még a honfoglaló magyaroknál is jól kimutatható – antropológiailag jól elkülöníthető a tőlük nyugatra élő szintén europid szkítáktól.

### A magyar őshaza
A finnugor nyelvészek sokáig úgy gondolták, hogy az ugor nyelvi egység felbomlása valamikor az i. e. 5. század táján következett be, de a régészet és az őstörténeti kutatás legújabb eredményei alapján ez korábban történt. Az i. e. 12. század környékén globális klímaváltozás, – az ugorok területén lehűlés – következett be. Ez újabb életmódváltásokhoz, vándorlásokhoz – például a Földközi-tenger vidékén a tengeri népek vándorlásaihoz – vezetett. Az ugorok szállásterülete ekkor elmocsarasodott, és ekkor szétváltak az ugor csoportok útjai. Az obi-ugorok helyben maradtak, és visszatértek a halász-vadász életmódra, míg a magyarok elvándoroltak dél felé, amit a régészetben a cserkaszkuli kultúra dél felé való eltolódása jelez az i. e. 12. századtól az i. e. 10. századig. Mindezzel jó összhangban van az, hogy a szótörténeti időrend alapján a nyelvészek ma már i. e. 1300 körülre becsülik az ugor nyelvi egység felbomlását. Ekkor kezdődik a korai ősmagyar kor, amely az i. sz. 5. századig, a török népekkel való európai érintkezés koráig tartott, először az előmagyar korral.

#### Ural-Aral-Kaszpi őshaza, lovas nomadizmus

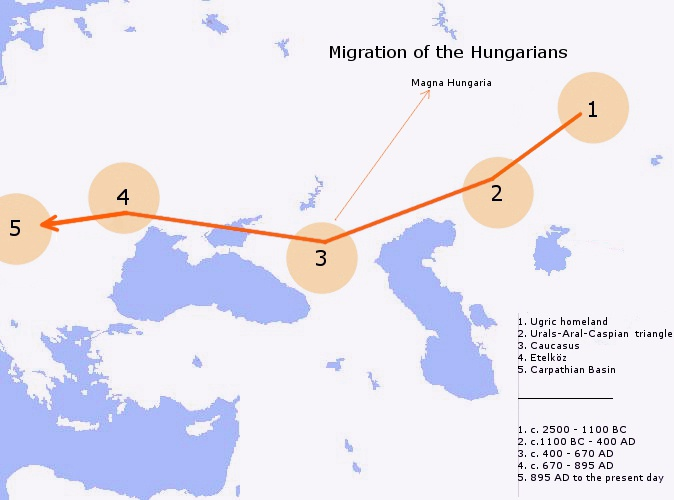

Az eurázsiai sztyeppeövezetben ekkor, az i. e. 12. század és az i. e. 7. század közötti időszakban alakult ki a nagyállattartó – lótenyésztő, juhtartó – nomadizmus. Itt a globális éghajlatváltozás részeként felmelegedés volt, ami szárazsághoz vezetett, ezért nyáron az állatokat vizenyős helyekre kellett hajtani. A magyarok állattenyésztési tapasztalataik miatt könnyedén alkalmazkodtak ehhez az életmódhoz, aminek kialakulásában feltehetően nagy szerepet játszottak, messzebbről, északról való idevándorlásuk folytán. Ezen korszak miatt hiányoztak ekkor a magyar nyelvből a földművelés szavai, amelyek azután későbbi csuvasos jellegű (ogurok: kazárok, bolgár-törökök) átvételek a magyar nyelvben a nedvesebb, letelepedettebb (félnomád) életmódot követelő marha- és disznótartás szavaihoz képest. A növénytermesztésben a szárazságtűrő, nomádok által használható gabona, a köles neve a magyarban iráni eredetű.
A Kaszpi-tengertől és az Araltól északra, az Urál folyótól keletre eső száraz sztyeppei területen az i. e. 12. század és az i. e. 2. század között alakult ki azután a honfoglaló magyarok antropológiai arculata, egyedüli finnugor csoportként lovas nomadizálva, és nyelvét is valószínűleg a(z iráni majd török) környezetéhez képesti nagy nyelvi különbség miatt őrizte meg. Mindez azt is jelenti, hogy a régebben elfogadott Volga-Káma-vidéki urali-finnugor-ugor-magyar őshaza elmélete nem állja meg a helyét. A magyarokkal a saját környezetükhöz képest meglepő genetikai hasonlóságot mutató torgáji kazah madjarok törzse ezen terület közelében él.
Ebben az időszakban egy időre mintha meggyengült volna az iráni népekkel való kapcsolat, ami csak a 2. század után erősödött meg a középperzsa szóátvételek tanúsága szerint. Megerősödött viszont a permi nyelvekkel történő kapcsolat, ugyanekkor a permi nyelvekben megszaporodtak az iráni szóátvételek, ami talán arra utalhat, hogy egy ideig a magyarokat és az iráni népeket permi népek (votjákok, zürjének) választották el egymástól.

#### Baskíria, Magna Hungaria, letelepedett életmód
Egy régebbi elmélet a magyarokat a szargatka kultúrával hozta kapcsolatba, amelyik az i. e. 4. század–i. sz. 4. századig létezett az obi-ugorok településterületének déli részén. Azaz eszerint a magyarok nem vándoroltak délre korábban, hanem kapcsolatban maradtak az obi-ugorokkal, mint letelepedett népesség. Innen költöztek volna Baskíria területére, ahol ők alkották volna a kusnarenkovói kultúra népét, amelyik a 6. században jött létre. Innen egy részük tovább vándorolt nyugatra, ők a honfoglaló magyarok elődei, más részük helyben maradt, ők a volgai magyarok, akiket Julianus barát megtalált az elmélet szerint. Más vélemények ezeket a kultúrákat inkább a baskírokhoz kötik és ez tűnik a jelenlegi többségi véleménynek.

### A Káma vidéke
Hérodotosz Szküthikája leírja a Fekete-tenger partján, a Dnyeper torkolatához közel fekvő Olbiából a szkíták földjéről induló északkeleti karavánút létezését az i. e. 5. században. Ez a leírás és nyelvészeti analízis alapján az isszédok földjén, azaz a Tobolba ömlő Iszety folyó vidékén végződik, ahol akkor jenyiszeji osztjákok laktak. A karavánút korábbi szakaszán, a Káma mellékén élő iürkákat – egy finnugor környezetben a szomszédok finnugor nyelvén nevezett lovas vadász népet, amit a szó későbbi használata szerint az obi ugorok mindig rokon népekre alkalmaztak – a magyarokkal is azonosíthatjuk, akik ekkorra eszerint már idevándoroltak. Az azonosítást erősíti, hogy csak egyetlen az obi-ugorokkal rokon lovas vadász nép létezett valaha is, a magyar. Ekkorra a magyar nyelv iráni jövevényszavainak tanúsága szerint is a magyarok már elsajátították a lovas életmódot, amelyhez kapcsolódó szavak a jüecsik és hsziungnuk szaka típusú nyelvéből kerültek a magyarba.

### A Kaukázus vidéke
Az Ural-Aral-Kaszpi magyar őshazából a népvándorláskor idején juthattak a magyarok a Kaukázus előterébe, ahol letelepedettebb, félnomád életmódra tért át valamivel nedvesebb területen, mint a száraz kazah szyeppe volt. Esetleg az 535. év éghajlati változása okozta újabb népvándorlási hullámmal történt ez, amikor az avarok nyugatra jöttek, de talán a nyugatra vándorló oguroknak a Kaukázus környékén 463 körüli megjelenésével kapcsolatos. Ezt támasztaná alá a magyar nyelv földműveléssel, marha- és disznótartással kapcsolatos szavainak csuvasos (ogur, kazár, bolgár-török) eredete. Ekkoriban a Kaukázus és a Kárpátok közötti sztyeppe a mainál sokkal csapadékosabb volt. A Kazár Birodalomhoz és peremterületeihez szokás kötni a szaltovó-majaki kultúrát.
A szaltovói kultúrát régebben egészében a magyaroknak tulajdonították, de inkább a magyarok és félnomád török népek, alánok valamint egyes észak-kaukázusi népek (adige-cserkeszek és dagesztániak) közös kultúrája volt. A magyarban a tölgyfa termése, a makk a fémművesség köréből a réz és a vas szó a dagesztáni nyelvek körébe tartozó nyelvet beszélő kaukázusi avarok nyelvéből átvett szó, amelyik genetikai kapcsolatban állt a hurri nyelvvel és így egyedülálló fémműves terminológiával rendelkezik.
Legkésőbb 630 után – amikor az onogur-bolgárok Kuvrat vezetésével nyugatra, Etelközbe vonultak a Kubán vidékéről – a magyarok a Kaukázus előterébe költöztek a bolgárok helyére. A kazárok ugyanekkor függetlenítették magukat a nyugati türköktől, uralkodójuk felvette a kagáni címet és a magyarok az ő fennhatóságuk alatt éltek, a bolgárok felé határőrizetet is elláttak. 670 után azután a magyarok a felbomló onogur-bolgár birodalom helyére költöztek a Fekete-tenger északi partjára, azaz Etelközbe.
Gombocz Zoltán már 1930-ban a magyarok kaukázusi tartózkodásának kezdetét az 5. századra, végét a 7. századra tette. Ezt többek között a szőlőművelés török jövevényszavaira – de más körülményekre is – alapozta. A Kaukázus lejtőinek erdős sztyeppjén – és nem a Kubán és a Don közötti sztyeppén – létezett az az intenzív csuvasos nyelvi környezet (kazárok, onogurok stb.) elég hosszú ideig, amely a sok szó átvételét a művelési kultúrával együtt biztosíthatta. Ugyanekkor keletkezhetett a magyar sajt szó, amely alán eredetű, de tükrözi az oszét ciht és csuvas csokot szó kölcsönhatását, a hármas magyar–alán–ogur együttélést.

### Levédia és Etelköz

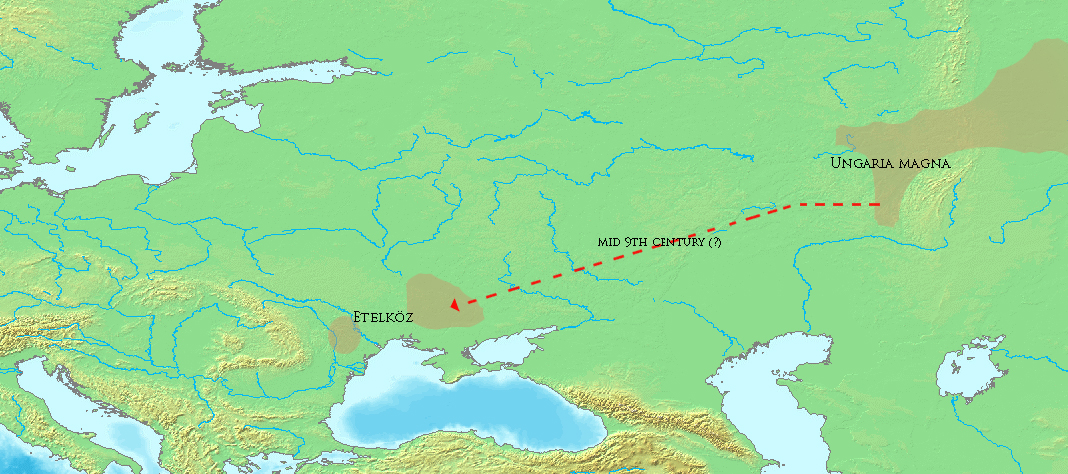
A magyarok vándorlása a honfoglalás kori régészeti hagyaték keleti párhuzamainak elterjedése alapján

Bíborbanszületett Konstantin bizánci császár A Birodalom Kormányzásáról című művében külön fejezet szól a honfoglaló magyarok elődeiről: A türkök népének eredetéről, és hogy honnan származnak. A császár a honfoglalókat türköknek nevezi, említést tesz vallásukról, eredetükről, életmódjukról.
„A türkök népe régen Kazáriához közel szerzett magának lakóhelyet, melyet első vajdájuk nevéről Levediának neveznek… Ezen a helyen … folyik a Chidmasz folyó, melyet Chingilúsznak is neveznek. Együtt laktak a kazárokkal három esztendeig… Amikor a türkök és az akkor kangarnak nevezett besenyők közt háború ütött ki, a türkök hadserege vereséget szenvedett és két részre szakadt. …a másik rész pedig vajdájukkal és vezérükkel, Levedivel nyugatra ment lakni, az Etelküzü nevezetű helyekre… Néhány év múlva a besenyők rátörtek a türkökre, és fejedelmükkel, Árpáddal együtt elűzték őket. … A besenyők helyét, amelyen abban az időben a türkök laktak, az ott levő folyók neve szerint hívták. A folyók a következők: első folyó az úgynevezett Varuch, második folyó az úgynevezett Bug, harmadik folyó az úgynevezett Trullosz, negyedik folyó az úgynevezett Prút, ötödik folyó az úgynevezett Szeret.

## A krónikák tanúságtétele

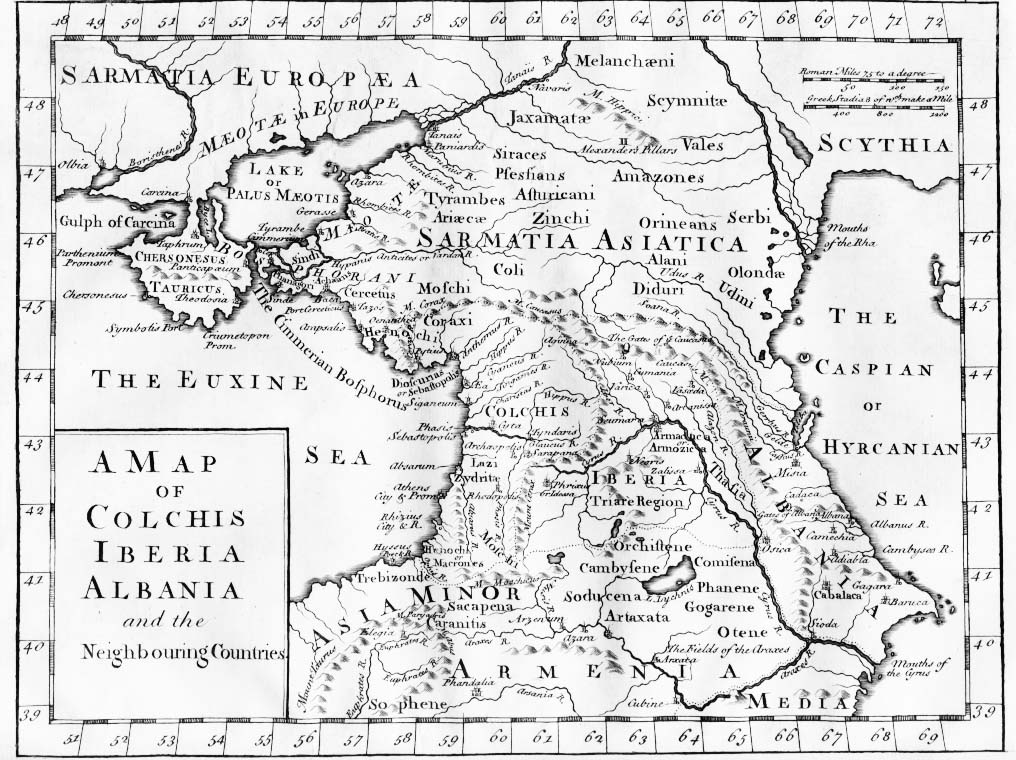
Scytia és Meotis

A magyar őstörténet legrégebbi hagyománya szkíta-, illetve hun-magyar rokonságról ír.
Anonymus és Kézai Simon korában a magyarokat a szkítáktól, illetve a hunoktól származtatták.
A korai időkben keletkezett őstörténeti és nyelvészeti művek – a középkor vallási meggyőződése szerint – az egyes népek eredetét rendszerint Noé fiaihoz, illetve az általuk képviselt népcsoportokig vezetik vissza. A Biblia szerint Jáfet leszármazottai (Gómer, Mágóg, Mádaj, Jáván, Túbal, Mesek, Tírász) népesítették be a Föld északi és keleti tájait (Mózes első könyve, 10:2).
Mózes első könyve (10:3) – hasonlóképpen A krónikák első könyve (1:6) – Gómer fiának nevezi a szkíták bibliai ősét: „A Gómer fiai pedig: Askhenáz, Rifáth, és Tógármah.” Askenáz tehát Gómer legidősebb fia, ez pedig Jáfeté, aki Noé legkisebb fia. Askenáz leszármazottai pedig a szkíták.
Iosephus Flavius ezzel szemben a szkíták ősapjának Mágogot, Jáfet második fiát, Gómer fivérét jelöli ki: „… Mágog pedig a róla elnevezett mágogokat alapította, kik magukat szkítáknak nevezik” (A zsidók története, 1:6).
A bibliai történet elemei felbukkannak a magyarok eredetét taglaló művekben is. Anonymus például ekként ír népünk származásáról: „Szcítiának első királya Mágóg volt, a Jáfet fia, és az a nemzet Mágóg királytól nyerte a magyar nevet.”
Kézai Simon szintúgy Jáfet leszármazottainak tekinti a magyarokat, ám nem mondja meg, Jáfet melyik fia volt a szkíták őse. „S midőn azon nemzetségek, mint Josephus mondja, zsidó nyelven beszéltek, az özönviz után a kétszázegyedik esztendőben a Jáfet magvából eredt Menróth óriás, Thana fia...”
Kézai szerint Menróth – a latin szövegben Menrot, Menroth, Nemroth – a nyelvek összezavarása után Eviláth földjére (Horászán, Perzsia északkeleti tartománya) ment, és ott nejétől, Enethtől két fiút nemzett, Hunort tudniillik és Mogort. Ezen nevek alighanem valóságos személyekre (Menróth, Thana, Eneth), illetve az általuk megtestesített népekre (Hunor, Mogor) utalnak. Kézai vélhetően a magyarok eredetére vonatkozó történeti tényekkel egészítette ki a bibliai hagyományt. Éppen ezért elfogadhatatlan – mégis többen megteszik – Menróth személyét Nimróddal helyettesíteni. Már csak azért sem szerencsés ezen eljárás, mivel Nimród a Biblia szerint nem Jáfet, hanem Kám legidősebb fia, nevezetesen Khús ivadéka. Kézai tudósításának egyes állításait más források is megerősítik. Abu Ubajd al-Bakri szerint például – Országok és utak könyve, 9. töredék – az al-Unqalušok (a kárpát-medencei onogurok, azaz magyarok) „… Horászánból vándoroltak ki”.

## Régészeti eredmények
Korábban a kutatók úgy vélték, hogy a magyarok útját 895-től visszafelé a régészet módszereivel nem lehet követni még a sztyeppeövezetben sem, ezért szükség van a régészeti eredmények értelmezéséhez más diszciplínák – néprajz, genetika, nyelvészet, történettudomány – segítségére. A honfoglaló magyarok útját alapvetően két megközelítés segítségével lehet kutatni: az ún. lineáris módszer által, amikor a régészek az Uráltól a Kárpátokig próbálják követni a nyomokat, illetve a retrospektív módszer segítségével, amikor a Kárpát-medence 10. századi emlékanyagából indulnak ki, és annak keleti előzményeit keresik a régészek. „A ma rendelkezésünkre álló adatok alapján azt mondhatjuk, hogy a Kárpát-medence 10. századi régészeti hagyatékának minden kétséget kizáróan vannak 9. századi kelet-európai előzményei, gyökerei.”„Az újabb kelet-európai régészeti eredmények alapján az Urál és a Kárpátok közötti terület 9. századi hagyatékában kezdenek olyan, földrajzilag jól behatárolható lelőhelycsoportok kirajzolódni, amelyek egyszerre mutatnak kapcsolatot a Kárpát-medence és a Dél-Urál régió kora középkori emlékanyagával. Ezek alapján egyrészt újabb információkat kapcsolhatunk a magyarok elődeinek feltételezett vándorútjához, másrészt kizárhatjuk azokat a területeket - például a Kaukázus északi előterét -, ahol az intenzív kutatás ellenére máig sem ismerünk ilyen jellegű régészeti leleteket.”

### Andronovói kultúra
Az Ural és az Aral közötti ligetes sztyeppén a bronzkori andronovói kultúrát a vadló háziasításának egyik fontos központjának tartják, de mindenképpen beletartozott a háziasítás övezetébe. Ebben jelentek meg az első lovas temetkezések. Egyik mellékkultúrája, a cserkaszkuli kultúra a délre vándorolt ugorok kultúrája lehetett. Az andronóvói kultúra népének széles arcú protoeuropid típusa nyomon követhető az obi ugoroknál és a lovas nomád magyaroknál a honfoglalásig. Az ugor nyelvekben közös lótartási terminológia mutatható ki, amelynek szavai a nyelvileg korai ősmagyar korban történt kelet-iráni jüecsi nyelvből történt átvételről tanúskodnak.

### Szargatszkaja kultúra
A Kr. e. 4. század és  a Kr. u. 4. század között virágzó régészeti műveltségben számos orosz kutató „már egyáltalán nem lát magyar-ugor előzményeket..., hanem annak déli, iráni eredetű jellegét emeli ki. Bár a kérdés további kutatást igényel, az biztos, hogy jelenleg ez a legtávolabbi régészeti kultúra, amelyig a honfoglalás kori hagyatékból kiindulva több-kevesebb biztonsággal vissza tudunk nyúlni. A korábbi időszakok, illetve főként a magyar nyelv kialakulását megelőző korok régészeti kultúráit a jövőben már nem érdemes közvetlenül a magyar őstörténethez kötve vizsgálni.”

### Bakalszkaja kultúra
„A keleti előzmények közül a közelmúltban elkülönített Bakalszkaja-kultúra említhető (Kr. u. 4-6. század), melynek egyes lelőhelyein az ún. proto-kusnarenkovói kerámia aránya a 25%-ot is eléri. A Bakalszkaja-kultúra elkülönítésének jelentősége az Urálontúl erdős sztyeppei területén főként abban áll, hogy azt az időrendi űrt sikerült vele kitölteni, amelyet a térség legjelentősebb vaskori eredetű kultúrájának, a részben szintén a magyarok elődeihez kötött Szargatszkaja-kultúrának - illetve egyik népességének - az eltűnése okozott.”

### Csijaliki kultúra
A legújabb kutatások a csijaliki kultúrában találták meg a keleten maradt magyarok régészeti örökségét.

### Ősmagyar temetkezések az Urál keleti oldalán
A 2010-es években az Ujelgi-tó környékén magyar expedíciók által feltárt temetőben három temetkezési horizont található, amelyek a 9., 9–10. és a 10–11. századoknak felelnek meg. Az három réteg mintái között genetikai folytonosság van. A filogenetikai és populációgenetikai analízis az Urál két oldalához és a Kárpát-medencéhez, azaz a modern hanti, manysi, a honfoglaló magyar mintákhoz, valamint a Volga–Urál vidékének baskírjaihoz és tatárjaihoz fűződő genetikai kapcsolatokat tárt fel.

## Néprajzi párhuzamok
A baskír hagyományban fennmaradt a magyarok emléke. Több baskír legenda szereplői között szerepelnek magyarok. A magyar Fehérlófia egész Eurázsiában elterjedt mesetípus, amely változatait Mongóliától egészen a Kárpát-medencéig szinte mindenhol megtaláljuk. A mesetípus magyar és baskír változatai között a párhuzamok azonban nemcsak a két történet mélyszerkezetében, hanem a szereplők, a helyszínek és a történések tekintetében is megmutatkoznak .
A vonaldíszes kerámiák kultúrájától, a tulipánok és életfa ábrázolásokon át, a görög jellegű csigavonalas mintákig, mindenféle kultúra megjelenik a magyar kultúrában. Zenei népzenei motívumok sokszínűsége, a 200 000 körüli feljegyzett népdal más kultúrákkal való összehasonlítása rendkívül hosszadalmas. Néprajzi párhuzamokra bőven bukkanunk a világ legkülönbözőbb pontjain, és ezen párhuzamok alapján vélt és valós rokonsági elméletek sokasága született meg. Az elődök hagyományai éppúgy megőrződtek, mint a jövevény honfoglalóké. A teljesség igénye nélkül:
- görög-hellén
- etruszk
- kelta[47]
- proto-germán
- proto-szláv

## Embertani ismereteink
Az obi-ugoroknál és a magyaroknál is nyomon követhető a honfoglalásig egy rendkívül széles arcú protoeuropid antropológiai típus, amelyik az andronovói kultúra népességének legfontosabb eleme. Ez lényegesen különbözik a nyugati sztyeppén élő, amúgy szintén europid szkítákétól, de nagyon hasonló egy másik iráni népcsoport, a szarmaták és rokonaik a – vagy velük azonos – szauromaták arctípusával. Igen jelentős egyezéseket lehet kimutatni a közép-ázsiai török nyelvű kazakokkal is.
László Gyula régész és Götz László amatőr történész elmélete szerint a földművelést, állattartást és fémművességet az Anatóliából kiinduló sumer eredetű, armenoid antropológiai típusú népesség terjesztette el a sztyeppén. A sztyeppén azonban az armenoid típus aránya csekély, mindössze 5%, és a honfoglalóknál sem jelentős az arányuk. A sztyeppe nyugati részén ugyan az europid típus dominált, de nem az armenoid altípus, amelyik egyébként a sumereken kívül a hurrikat, urartuiakat, hattikat és a rájuk telepedő indoeurópai hettitákat jellemezte.

## A modern genetika eredményei

### A magyarok genetikai rokonai
A genetika időmérése évekre, napokra nem képes meghatározni az eseményeket. 134 250 ± 44 980 év 13 génmutációs változást (a továbbiakban GM.) jelent. A 7 GM-mel ezelőtti M173-mal (azaz 173-as génmarkerrel) rendelkező emberek feltehetően kb. 30 000 évvel ezelőtt érték el Európát. A magyaroknál az ebből kialakult 5 GM-mel ezelőtti M17 (EU19) a legjellemzőbb génmarker. Az európai-kínai-ausztrál őslakó-amerikai indián (VII.-X.) közös 9-es markerből 2 GM-mel ezelőtt kialakult TAT-marker (EU13, EU14) ugyanakkor a magyaroknál nincs jelen.

### Haplotípus%-os megoszlás
| Gén     | EU4  | EU7   | EU8  | EU9  | EU10 | EU11 | EU13 | EU14  | EU17 | *EU18 | *EU19 |  |
| nép     |      |       |      |      |      |      |      |       |      |       |       |  |
| ------- | ---- | ----- | ---- | ---- | ---- | ---- | ---- | ----- | ---- | ----- | ----- |  |
| lengyel | 3,6% | 23,6% | 0%   | 0%   | 0%   | 0%   | 0%   | 0%    | 0%   | 16,4% | 56,4% |  |
| magyar  | 8,9% | 11,1% | 0%   | 2,2% | 0%   | 2,2% | 0%   | 0%    | 2,2% | 13,3% | 60%   |  |
| baszk   | 2,2% | 2,2%  | 4,4% | 0%   | 2,2% | 0%   | 0%   | 0%    | 0%   | 88,9% | 0%    |  |
| lapp    | 0%   | 41,7% | 0%   | 0%   | 0%   | 0%   | 0%   | 41,7% | 2,2% | 8,3%  | 8,3%  |  |

### Származási fa összetétele a magyaroknál
Az alábbi szöveghez lásd a 3. genetikai ábrát!
- A 12 GM-mel ezelőtt kialakult M89-ből a következők alakultak ki (világoskék, piros; zöld, sötétkék, lila jelölések).
  - A 10 GM-mel ezelőtt kialakult M9 (zöld, →sötétkék, →lila)
    - A 9 GM-mel ezelőtt kialakult M45 (zöld, →sötétkék)
      - A 7 GM-mel ezelőtt kialakult M173, azaz EU18 (35-40 ezeréves marker, zöld színnel jelölve) ma a baszkoknál a legjellemzőbb (88,9%).
        - Ebből vált le 5 GM-mel ezelőtt (~13 ezer éve) a legutóbbi jégkorszak legnagyobb eljegesedési periódusa végén az az M17, azaz EU19 jellemző (sötétkék). A magyarokra a legjellemzőbb az EU19, a magyar népesség 60%-a rendelkezik vele. Ha figyelembe vesszük a magyarok második legjellemzőbb markerét is, az EU18-at, ami 13,3%, akkor látható hogy a magyarok 73,3%-a az európai népek többségével jelentős genetikai rokonságot mutat.[megj 4][51] A két génmarker együtt a következő %-ban fordul elő: spanyolországi baszkok 89,9%, franciaországi baszkok 86,4%, katalánok 79%, hollandok 74,1%, magyarok 73,3%, lengyelek 72,8%, olaszok 66%, andalúzok 65%.

    - A 7 GM-mel ezelőtt kialakult M11, EU17 a magyaroknál és finneknél 2,2%, kisszámú eurázsiai elemről lehet szó. P. A. Underhill és társai az ausztrál őslakosoknál előforduló jávai markerekhez sorolja.
    - A 2 GM-mel ezelőtti (~4000 éves) TAT és M178 (lila), azaz EU13, EU14 markerek csak az uráli nyelveket beszélők körében fordulnak elő. A magyar populáció ekkor már jelentős távolságban elkülönülten kellett éljen a finntől, mivel a magyaroknál nincs sem TAT, sem M178. A tortadiagrammokon látszik, hogy a törökországi területeken és Kazahsztánban kis %-ban előfordulnak.

  - A 3 GM-mel ezelőtt kialakult (~22 ezer[megj 5][51] éves) közel-keleti M170 marker, azaz EU7 és EU8 (világoskék) a magyaroknál 11,1%. Ez a közel-keleti hullám csak érintette a Kárpát-medencét, nem lehet kimondani, hogy képviselői a holocénban jöttek volna először. Miután a klíma enyhült, az üres területeket észak felé is gyorsan birtokba vették.
  - Az 1 GM-re lévő M201 a 12 GM-mel ezelőtt kialakult M89-ből az 5 GM-mel ezelőtt kialakult (~17 ezeréves) M172 (piros), azaz EU9, EU10 és and EU11 (a kaukázusi örmények 66,6%-a ilyen) a Közel-Keletről vándorolt be, nem lehet meghatározni mikor. A magyar populációban az aránya 4,4%.
- Egy másik ág az 5 GM-mel ezelőtti M35 (sárga) markerrel jelölve az EU4, amely a közvetlenül az emberré válás után elvált típus változata. Ez lehet az Afrikából bevándorolt népesség markere. A legjellemzőbb Nyugat- és Dél-Afrika nyugati részén. Spanyolországban elhanyagolható. Így a Közel-Keletről több állomáson keresztül juthatott Európába. A magyaroknál 8,9%, a görögöknél 22,4%, a libanoniaknál 25,8% az aránya.[52]

### Az archeogenetikai kutatások
Lipták Pál kutatása (1970) szerint a honfoglalók vezető rétegének 50%-a turanid, 10%-a pedig pamirid típusba tartozott. Az általa 25%-os arányúra tett uralidnak besorolt leletek is tartozhatnak a turanid típusba, ugyanis a turanid és uralid jellegek nem különíthetők el csontleletek alapján. A maradékból 10% anatóliai, és csak 5% kelet-balti típusú.
2008-ban az MTA Genetikai Intézete és Régészeti Intézete együttműködésével kutatási eredmények új történeti következtetést készítettek elő. Raskó Istvánnak és munkatársainak eredményei újszerűek voltak. A vizsgálatok során sikeresen izolált 27 db 10–11. századi genetikai mintán belül az egyik legjelentősebb csoportot az európai lakosság legősibb rétegére utaló markerek jelentették, és mindössze két egyéné mutatott ázsiai eredetet. Az MTA Régészeti Intézetének igazgatója szerint: A mai magyarok szerológiai, és genetikai összetételében egyértelműen kimutatott európai jelleg, ugyanakkor az ázsiainak hiánya nem egyedül az eltelt ezer év keveredéseinek köszönhető, hanem már a honfoglalás- és Szent István-kori Magyarország lakossága is szinte kizárólag biológiailag európai eredetűekből állt.
2018-ban a kutatók Kásler Miklós közreműködésével meghatározták III. Béla apai ági genetikai profilját. Az eredmények alapján az Árpád-ház tagjai eurázsiai eredetűek voltak. Azóta még pontosabb eredményekről beszélhetünk. Kiderült, hogy az Árpádok legközelebbi rokonai apai vonalon a mai Baskíria területén élnek .
Az archeogenetika fejlődésével a honfoglaló magyarok eredetének kérdése új vizsgálati lehetőséget kapott. Már a Csősz Aranka, Szécsényi-Nagy Anna, Csáky Veronika és Mende Balázs fémjelezte első nagyobb kutatások is azt jelezték, hogy a honfoglalók anyai vonalai különböző földrajzi területekről származnak, finnugor, türk és közép-ázsiai csoportok ötvözete . Fóthy Erzsébet és kutatótársai a honfoglalók apai vonalai alapján már megpróbálták lokalizálni is ezeket a földrajzi régiókat. Tanulmányukban a honfoglaló magyarokat földrajzi eredet szerint négy csoportra osztották: egy uráli, egy bajkál-melléki, egy Tien-San vidéki és egy pontuszi sztyeppei komponensre. Az uráli komponens valójában nem pontos megfogalmazás, mert az uráli nyelvű csoportok nem az Urálból, hanem jóval keletebbről származnak, mint korábban gondolták a kutatók . A magyarokban található uráli/finnugor genetikai örökséget először Fehér Tibor, Németh Endre, Vándor Anna és Pamjav Horolma azonosította 2015-ben. Ez az eredmény még csak azt jelentette, hogy van a mai magyarok és a manysik között történelmi időtávban értelmezhető genetikai kapcsolat. Később észt és magyar kutatók közös eredménye megerősítette, hogy létezik egy olyan apai vonalú marker, az N-B539, amely nemcsak összeköti az ugor népeket, hanem el is választja őket más népektől. Egész pontosan olyan népektől, akik ma nem ugor nyelvűek vagy akikbe nagyobb arányban olvadtak be ugor nyelvű népek a történelem folyamán . Az N-B539 marker a mai magyarokban már csak szórványosan fordul elő, de ahogy közeledünk térben és időben a magyar etnogenezis forrásaihoz úgy nő az aránya. 2020 előtt még vita folyt arról, hogy a honfoglaló magyarokban volt-e uráli komponens. Török Tibor és Neparáczki Endre archeogenetikusok 2018-ben saját eredményeiket úgy értelmezték, hogy a honfoglalók ősei a hunok voltak és az avar lehetett a magyarok nyelve . Ma már konszenzus van abban a tekintetben, hogy a magyar nyelv finnugor eredete és genetikai kapcsolatrendszere összhangban van egymással.
2022 májusában Török Tibor és Neparáczki Endre archeogenetikusok mintegy harminc társukkal tanulmányt tettek közzé a Current Biology című nemzetközi szaklapban, amelyben a mitokondriális DNS genetikai vizsgálata alapján kimutatták, hogy a honfoglaló magyarok magját képező népesség finnugor származású volt.
48 mintát vettek 19 honfoglaláskori „szállási” temetőből, illetve 65 mintát 9 köznépi temetőből. A genomot, vagyis a minták teljes örökítő információját vizsgálták, majd összevetették 2700 másik archaikus genommal.
A vizsgálat legfontosabb megállapításai a következők voltak:
- A honfoglaló magnépesség genomja nagyon hasonló a mai baskírokéhoz és tatárokéhoz.
- Közvetlen forrásokból 50% manysi, 35% szarmata és 15% hsziungnu/hun genom modellezhető.

Török Tibor (az SZTE Genetikai Tanszék és az Magyarságkutató Intézet Archeogenetikai Kutatóközpontjának munkatársa) 2023 áprilisában Szentendrén egy konferencián így ismertette eredményeiket:

„Kiderült, hogy a manysik többszörösen közelebb állnak a honfoglalókhoz, mint a többi vizsgált nép. […] A manysik ősei lehettek ősei a honfoglalóknak, fordítva viszont ez nem igaz. A nyelvészeti hipotézis tehát ül. A honfoglaló magyarok magnépessége finnugor származású volt. Gyakorlatilag igazoltuk genetikailag a finnugor elméletet.”

– Török Tibor előadása

## A magyar őstörténet kutatásának története
Őseink, rokonnépeink kutatása, a kapcsolattartás már a 10. században megkezdődött. Bíborbanszületett Konstantin már megemlíti, hogy Tormás herceg, Árpád fejedelem dédunokája közli vele: „…küldöttjeik mindmostanáig meg-meglátogatják a keleten maradt türköket…”. A 10. században a bolgárok, a 11. században a beköltöző jászok és kunok hoztak újabb híreket. Julianus barát 1235-36 évi útja után a vallon származású Willelmus Rubruk 1243 húsvétján járt a mongol nagykán udvarában. Visszaemlékezésében leírja, hogy az összesereglettek között magyarok is vannak. A következő években több magyarországi személy is járt a mongoloknál, akik valószínűleg a keleti magyarokkal is kapcsolatba kerültek. Magyarországi Illés (Elias Hungarus) 1340-ben érkezett vissza a mongoloktól Avignonba. Magyarországi Gergely (Georgius de Hungaria) Khambalikban (ma: Peking) járt, és öt évet töltött a mongolok között. (1346-ban érkezett vissza.) Escandeli Máté Kína belsejéig jutott, és ott halt meg 1399-ben. Zalánkeményi Kakas István és Tectander György 1516-1526 között a belső orosz területekről adtak hírt. Hatvani Turkoly Sámuel a cár szolgálatában állva krími falvakról írt, „…melyekben magyarul beszélnek.”
II. Apafi Mihály fejedelem udvari káplánja Johann Gruber volt, aki miután Kínában járt, a nagyszombati egyetemen Belső-Ázsiáról adott elő. Orlay János(1770-1826), majd követője Nagylaki Jakcsics Gergely 1804 tavaszán a kaukázusi magyarokhoz jutott el. Egy Szabó nevű nazarénus hittérítő 1805-1822 közötti bagdadi útja során „több milliónyi ázsiai magyarról” szerzett tudomást. Ógyallai Besse János Károly (1765-1842) a Kaukázusban maradt szavárd magyarok között járt, de mivel kutatásainak eredményeit a Habsburg kancellária nem fogadta el, ezért Franciaországban adta ki.
Legnevezetesebb Belső-Ázsia kutatónk Kőrösi Csoma Sándor (1784-1842) volt. Göttingenben Johann Blumenbach, antropológus professzora szerint: „Sándor, ezek a jugarok olyanok, mint a magyarok. Ha oda mégy, ahol ezek élnek, jó helyen keresed őseidet.” A zanglai kolostorból 1842-ben indult Kelet-Turkesztánba, de az év áprilisában Dardzsilingben meghalt. Még 1832-ben hazaküldött „végrendeletében” így írt: „Aki utánam megindul, … Nagy-és Kis-Bukáriába menjen … chinai Tatárországnak beljebb eső részei azok a helyek, ahol a magyar nemzet bölcsőjét keresnünk kell.”
Jerney János 1844-ben a volt párthus területeken járt. Zichy Jenő (1837-1898) expedícióiban Szentkatolnai Bálint Gábor nyelvész, Szádeczky-Kardos Lajos történész, Wosinsky Mór történész is részt vett 1895 és 1898 között. Eljutottak Buharába és Szamarkandba is. A harmadik expedícióban részt vettek: Pápay József, Pósta Béla, Jankó János nyelvészek is. Mongóliában a „székely rovásíráshoz hasonló sírfeliratokat” találtak.

## Más megközelítések

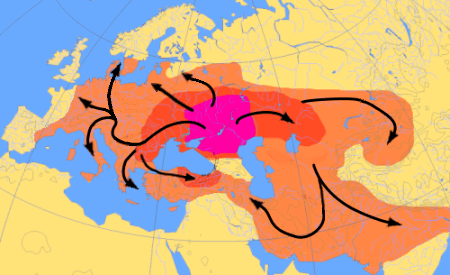
Az indoeurópai migráció térképe körülbelül 4000-től 1000-ig
Őshaza (Kurgán-hipotézis
Indoeurópai nyelvű népek 2500-ig
Áttelepülés 1000-ig

Csicsáky Jenő A magyar nemzetcsalád útja Távol-Nyugatról Távol-Keletig (Sydney, 1961) című könyvében a magyarokat egy elsüllyedt földrész lakóitól eredezteti. A James Churchward angol ezredes által népszerűsített Mu kontinensre vonatkozó elméletekből kiindulva így ír: „a Csendes-óceánban egykor létezett három halomból álló óriási földrész, amely Kr. e. 11 542. év május havának 13. napján az ottani éjjelen vulkanikus lángörvénytől elárasztva az Óceán mélyére süllyedt.” Az elsüllyedt földrészt Csicsáky szerint Munak, Anyának, Földanyának stb. hívták. Lakói a magyák (=magyarok) tanították meg a népeket nyelvre, írásra és emberi életre. Elmélete szerint a magyák egy része Muból Amerikába költözött, és nyelvük feltűnően egyezik a magyarral. A magyák többi ága pedig a Föld többi részén szóródott szét.

## Nyelvészeti eredmények

### Finnugor nyelvrokonság
A magyar nyelv a finnugor nyelvrokonság tézisének kibővített uráli verziója szerint az uráli nyelvcsaládba, annak finnugor ágába, közelebbről ugor ágába tartozik. Legközelebbi rokonai az obi-ugor nyelvek lennének (manysi és hanti). A manysi (vogul) és a hanti (osztják) beszélőinek száma napjainkra erősen megfogyatkozott, egyes nyelvjárások ki is haltak. Ezek a nyelvek a magyarral ellentétben nem rendelkeztek írásbeliséggel. Az uráli elméletet sokan összekötik az altáji nyelvcsaláddal és urál-altáji nyelvcsaládról beszélnek, ami az uráliak és a törökök kapcsolataira utal.
A finnugor közös szállásterületet korábban Köppen alapján a sün és a méh szavak elterjedése alapján a Káma vidékére tették. Ez nem jelenti azt, hogy a magyarok sohasem járhattak arra. Harmatta János szerint Hérodotosz Szküthikája népneveinek nyelvi és életmódjuk elemzése azt mutatja, hogy az i. e. 5. században ott élhettek. A nyelvi időrend számításai alapján ekkor már régen túl voltak a finn és ugor nyelvi szétváláson. Türk Attila régészeti kutatásai azonban ismét a Káma és Volga összefolyásának környékét teszik meg a honfoglalás legvalószínűbb kiindulási helyének.
Az uráli őshaza elmélete szerint az uráli alapnyelvet beszélők őshazája Nyugat-Szibériában, az Ob alsó folyása és az Urál hegység között volt. Az elmélet szerint, az újabb őstörténeti eredményekkel összevetve kevesebb, mint ötezer éve az ősnyelv szétvált a finnugor és a szamojéd ágra. Valamivel később a finnugor nyelv ismét szétválhatott a finn-permi és az ugor ágra. Az ugor ágat a magyar, a manysi (vogul) és a hanti (osztják) alkotta. Úgy gondolják, hogy ezektől a magyar az i. e. 2-1. évezred fordulóján különült el.
Az uráli őshaza elméletével sokan az antropológia és genetika mai eltérő eredményeit helyezik szembe. Az uráli elmélet hívei szerint ez a megközelítés azért nem helytálló, mert a nyelvrokonság nem jelent feltétlenül antropológiai-genetikai rokonságot is azután, hogy a népesség mobillá vált, beindult a távolsági kereskedelem és a gyors lovas migráció. Az ezelőtti időkben, amikor azonban az emberiség már szétvándorolt a Földön, egy ideig nyelv és genetika között szükségszerűen szorosabb kellett legyen a kapcsolat. Az andronovói kultúracsalád esetén látjuk a többféle antropológiai jelleget, amelyek a szétvándorlás után tovább keveredtek más népcsoportokkal. Ekkor nyelvüket jelentős külső hatások érték más – iráni, török és kaukázusi – nyelvek részéről, ami azt előfeltételezi, hogy ezek a nyelvi rétegek nem tartoztak az alapnyelvhez.

### Iráni jövevényszavak
Nagyon korai átvételre utalnak a lovas kultúrával kapcsolatos olyan szavak, amelyek más ugor nyelvekben is megvannak. Ezeket keletiráni (jüecsik) nyelvekből származtathatjuk. Ilyenek például:
- ugor *loɣɜ 'ló' < keletiráni *loɣɘ 'ló' < *vlaɣɘ < *vɘlaɣa < óiráni *bāraka 'ló'
- ugor *newrɜ ~ *neɣrɜ 'nyereg' < keletiráni *nɘɣer < *nɘwer < *nivara 'nyereg' (vö. szaka nyūrr 'lószerszám')
- ugor *pekkɜ 'fék' < keletiráni *pekkə < *pextka < óiráni *paxštaka 'megkötés, kötőfék'

Korai keletiráni átvételek még az olyan magyar szavak, mint:
- magyar úr < keletiráni *sūrā 'törzsfő, fejedelem'
- magyar kéj < *kejɜ < keletiráni *gäyi
- magyar arany < *sarańɜ < keletiráni *zaranya

### Török szavak
A Kazár Birodalomban, a Kaukázus előterében élő magyarok szoros kapcsolatba kerültek észak-kaukázusi (adige-cserkeszek), iráni (alán), illetve csuvasos török nyelven beszélő (kazárok, bolgár-törökök) népekkel. Szomszédainktól a földművelésen, fémművességen kívül mintegy 250 szót is örököltünk, melyek nagy részét a mai napig használjuk. Róna-Tas András 364 török szó etimológiáját közli, ami már közel van a finnugornak vélt szavak számához.
A földművelésben használatos török szavak:
árpa, búza, boglya, dara, eke, sarló, szérű, tarló, őröl
Szőlőművelés, kertkultúra
alma, bor, dió, gyümölcs, körte, szőlő
Állattenyésztés
bika, borjú, disznó, karám, kecske, ökör, tinó, tyúk, író, köpű, sajt, túró
Vallási élet
tor, gyász, gyón, boszorkány, táltos
Egyéb
bölcső, kancsó, karó, kapu, korsó, gyűszű, sátor, szék, ács, szűcs, szatócs, betű, ír
Veres szerint az adigék (cserkeszek) nyelvéből került át az isten szó, amelyet a mai cserkesz ošten toponimje őriz. Örményországban 301-ben államvallás lett a kereszténység, ezért ezután a velük szomszédos kaukázusiak és a velük együtt élő magyarok is ismerhették a kereszténységet. Török eredete azonban ennek is valószínűsíthető, mivel a török mitológia főistene Tengri, a csuvas nyelvben a vallás jelentésű szó ma is ten.

### Kaukázusi jövevényszavak
A magyarban néhány a dagesztáni nyelvek körébe tartozó nyelvet beszélő kaukázusi avarok – nem tévesztendők össze az avarokkal – nyelvéből átvett szó található. Ez a nyelv genetikai kapcsolatban állt a hurri nyelvvel és így egyedülálló fémműves terminológiával rendelkezik.
- makk – a tölgyfa termése[73]
- réz – Szergej Anatoljevics Sztarosztyin szerint a réz szó őskaukázusi alakja PK *HVreçV. A sumer urudu szónak az iráni nyelveken keresztül történő átvételét Veres téves elképzelésnek minősítette, azon az alapon, hogy a (sumer *urudu > iráni rauda > *rod > *red).[74] A kaukázusi avarban a szó rez, a végződés hangtanilag megfelelő d→z hangváltozást mutat.
- vas – PU-PFU *waśke < hurrita ušḫu, amivel a sumer quškin rokonságát cáfolják, azonban a hurri szó hangtanilag rokona a sumernek.

### A hunok nyelve
A hunok nyelvi hagyatéka nagyon csekély. Egy-két tucatnyi tulajdonnevet ismerünk és mindössze három közszót, ez utóbbiak:
1. sztrava 'halotti tor' – ez biztosan szláv
2. medosz 'mézsör' – ez is valószínűleg szláv
3. kamon 'kölessör' – ennek eredete teljesen bizonytalan (az ótörök kamɨç edényt, merítőkanalat jelent)

Ennek alapján nem tudjuk megállapítani, milyen nyelvet beszéltek.
Ugyanakkor a hun névanyag döntő többsége az ótörökből vezethető le, ami török nyelvet valószínűsít.
Egy bővebb hun szójegyzék létezésére hivatkozók egy bizonyos Iszfaháni kódexre hivatkoznak, amelyből az tűnik ki, mintha a hun nyelv egy magyar tájszólás lenne a halotti beszéd stílusában, vagy még közelebb a mai magyar nyelvhez. Ezt az iszfaháni kódexet viszont még tudományos kollokviumnak nem sikerült megtekintenie, csak állítólagos tartalma terjed az interneten.

### Alternatív vélemények
A két legismertebb alternatív nézet a török–magyar és a sumer–magyar nyelvrokonság teóriája. Ezek próbálják megmagyarázni a hun–magyar rokonságot, illetve szorosabbra fűzni az uráli és altáji nyelvcsalád kapcsolatait. A legismertebb elmélet jelző azonban nem jelenti azt, hogy ezek képeznék a kutatások fő vonalát és jellemző következtetéseit. Az alternatív nézetek közös jellemzője az, hogy a finnugor nyelvészet eredményei helyett keresnek más (alternatív) megoldásokat, amelyek szintén összhangban lehetnek a régészet eredményeivel is. A finnugor nyelvcsalád a közös szókincséhez és a részleges nyelvtani hasonlóságokhoz más úton is hozzájuthatott, felülrétegződéssel vagy közlekedő nyelv révén is.
Az alternatív nézeteknek két alapvető csoportja van. Az egyik a magyarban meglévő török nyelvi alaprétegre támaszkodva a magyarokat a török népek egyikének gondolja.
A másik elmélet a Kaukázus térségébe helyezi a magyar etnogenezis kezdeteit. Ennek egyik ága a sumer–magyar elmélet is. Ez az elmélet-csoport általában nem állítja azt, hogy a magyarok a sumerek leszármazottai lennének, ahogyan az a közhiedelemben elterjedt. Ezek az elméletek azt állítják, hogy az indoeurópainak, töröknek és finnugornak nevezett nyelvek valamennyien tartalmaznak a sumer nyelvre visszavezethető szavakat. Ezek a szavak pedig akár közvetlenül (a Kaukázus vidékén fennmaradó sumer diaszpórák, vagy a sumer nyelvi koiné idején), akár közvetítő nyelvek révén kerülhettek át a ma elterjedt nyelvekbe. A közvetítő szerepét a hettita nyelv tölthette be.
A nyelvcsaládelmélet hívei (közöttük a finnugor nyelvrokonság tézis követői is) azért ellenzik ezeket az elméleteket, mert teljesen elvetik a nyelvcsaládok létjogosultságát. Az alternatív nyelvi teóriák hívei szerint genetikus nyelvcsaládok nem léteznek, illetve sokkal korlátozottabb mértékben (például a latin nyelvek igen, de az indoeurópai nyelvek általában már nem). Következtetésük szerint ezek a nyelvek nem azért hasonlítanak egymásra, mert egymásból fejlődés útján alakultak ki, hanem azért, mert közös alapnyelvekből merítettek, amelyeknek egyike történetesen a sumér. A nyelvcsaládelmélet alapvető fejlődési modellje: A + B + C → A1Bc, A2bC, A3... satöbbi, ahol A, B, C egyenrangú nem rokon nyelvek. Ehelyett a Nyikolaj Szergejevics Trubeckoj által létrehozott areális nyelvkiegyenlítődési elmélet ezt állítja: A + B + C → ABc + AbC → BAc, CAb... satöbbi. (A = alapnyelv, B és C egyéb nyelvek.)
Az alternatív nyelvi teóriák szerint az indueurópai nyelvek kentum és szatem ágának semmi történeti köze nincs egymáshoz, a kentum Anatóliában jött létre hettita közvetítéssel, a szatem pedig az iráni felföldön, a magyar nyelv pedig – mivel a szatemhez sokkal inkább közelíthető – szintén valahol a Kaukázus keleti/középső vidékén.

### A magyarok önelnevezése
Az őstörténettel szorosan összefüggő nyelvészeti kérdés a magyarok önelnevezésének eredete, valamint a Megyer törzs nevének eredete. A 19. század közepétől a 20. század második feléig a magyarázatok leginkább a finnugor nyelvekből magyarázták ezeket a szavakat, később a népnévre figyelemreméltó iráni, illetve a törzsnévre török etimológiák is megjelentek.